# Carmen Jordá

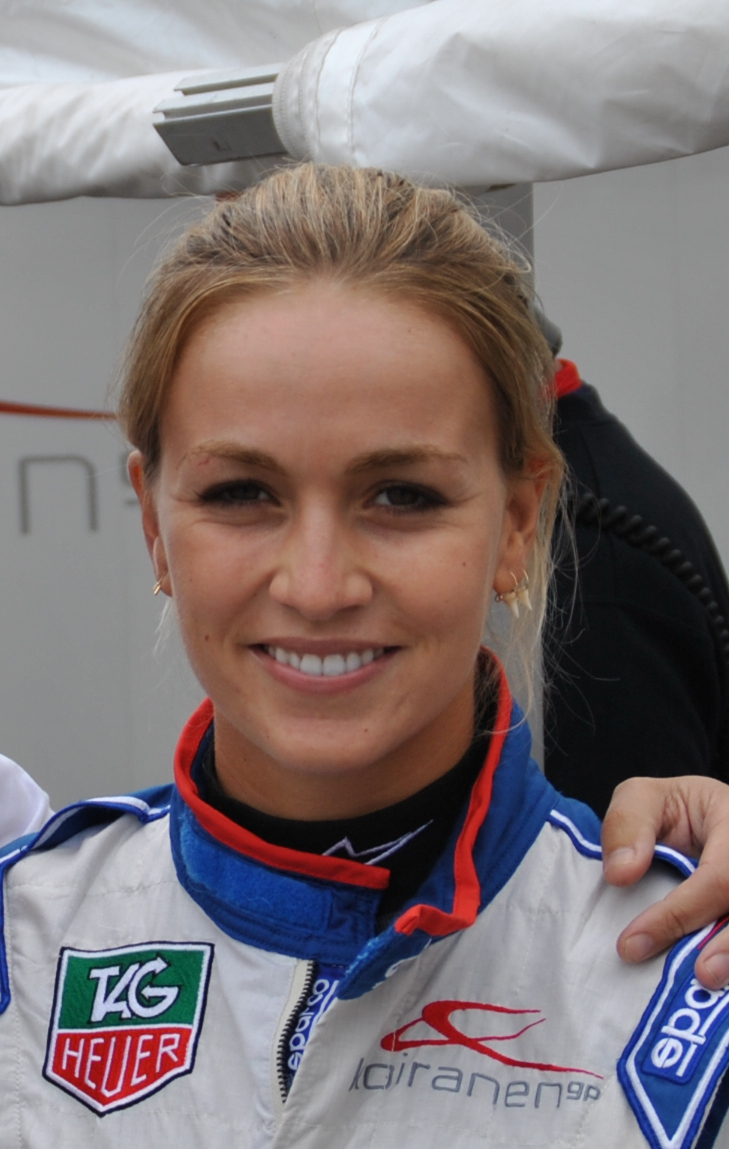
Carmen Jordá in 2014

Carmen Jordá (Alcoy, 28 mei 1988) is een Spaans autocoureur en de dochter van voormalig coureur Jose Miguel Jordá.

## Carrière
Jordá begon haar autosportcarrière in 1999 in het karting, waar ze tot 2002 actief bleef. In 2005 maakte zij haar debuut in het formuleracing in de Formule Master Junior, die ze op de zevende plaats afsloot. In 2006 bleef ze rijden in dit kampioenschap en werd ze negende. Ook nam ze in 2006 deel aan twee races in het Spaanse Formule 3-kampioenschap. In 2007 gaat ze fulltime in dit kampioenschap rijden voor het team Meycom, waarin ze met een twaalfde plaats als beste resultaat puntloos bleef en als tweeëntwintigste eindigde. Omdat ze in een oudere auto reed, kwam ze ook in aanmerking voor de Copa-klasse, waarin ze als vierde eindigde.
In 2008 bleef Jordá rijden in de Spaanse Formule 3, maar nu voor het team Campos F3 Racing. Met een negende plaats als beste resultaat eindigde ze met één punt op de tweeëntwintigste plaats in het kampioenschap terwijl haar teamgenoot Germán Sánchez kampioen werd. In de Copa-klasse werd ze achtste, terwijl haar teamgenote Natacha Gachnang hier kampioen werd. In 2009 reed Jordá nog steeds in de Spaanse Formule 3, die vanaf dit seizoen de European F3 Open heette. De eerste vier raceweekenden reed ze voor het team GTA Motor Competición en de laatste vier voor Campos Racing. Met een negende plaats als beste resultaat eindigde ze als eenentwintigste in het kampioenschap, terwijl ze in de Copa-klasse zesde werd. Ook reed ze in 2009 drie ronden in de Le Mans Series in de LMP2-klasse.
In 2010 ging Jordá in de Amerikaanse Indy Lights rijden voor het team Andersen Racing. Ze nam aan vijf van de dertien races deel en beëindigde het seizoen met een tiende plaats als beste resultaat op de zestiende plaats in het kampioenschap. Nadat ze in 2011 in de Lamborghini Super Trofeo reed, heeft ze in 2012 een zitje in de GP3 Series bij het team Ocean Racing Technology, waar ze Kevin Ceccon en Robert Cregan als teamgenoten heeft. Jordá is daarmee samen met Vicky Piria en Alice Powell de eerste vrouw die in de GP3 rijdt. Ze scoorde echter geen enkel punt en in het raceweekend op Silverstone was zij de eerste GP3-coureur die zich niet kwalificeerde voor de race omdat zij niet binnen de 107%-regel zat. Ze eindigde als 28e in het kampioenschap als de op een na laatste coureur die het gehele seizoen deelnam, voor Ethan Ringel. Haar beste resultaat was een dertiende plaats op het Valencia Street Circuit.
In 2013 keert Jordá terug in de GP3 voor het nieuwe team Bamboo Engineering. Opnieuw wist ze geen grote indruk te maken en eindigde met een zeventiende plaats op het Autodromo Nazionale Monza als beste resultaat op de dertigste plaats in het kampioenschap. Desondanks kreeg ze in 2014 een contract om bij het team Koiranen GP te rijden in de GP3. Ook bij dit team scoorde ze geen punten en werd tijdens de laatste twee raceweekenden vervangen door Dean Stoneman. Met twee zeventiende plaatsen op Silverstone en Spa-Francorchamps als beste resultaat eindigde ze als 29e in het kampioenschap.
In 2015 werd Jordá door het Formule 1-team van Lotus aangetrokken als ontwikkelingscoureur.